# Yevguenia Belorusets
Yevguenia Markivna Belorusets (en ucraniano: Євгенія Марківна Бєлорусець; Kiev, 1980) es una fotógrafa, escritora y traductora ucraniana, que vive y trabaja en Berlín. En 2020 ganó el Premio Internacional de Literatura Haus der Kulturen der Welt.

## Biografía
Belorusets forma parte del grupo curatorial Hudrada y es cofundadora de la revista Prostory. Es conocida por sus reportajes en Der Spiegel e Isolarii.
Su obra fotográfica llama la atención sobre los sectores más vulnerables de la sociedad ucraniana —familias queer, mineros de carbón desempleados, la comunidad romaní y las personas que viven en zonas de guerra en el este— y se exhibió en el pabellón ucraniano de la 56.ª y la 59.ª Bienal de Venecia.
Belorusets ha estado informando sobre su experiencia en Kiev durante los ataques militares de Rusia en 2022. En una entrevista con Deutsche Welle, describió su deseo de "seguir escribiendo, seguir contando historias. Y hacer lo que pueda, aquí y ahora. Realmente no puedo planear nada en esta situación".

## Premios y reconocimientos
Lucky Breaks, su primera obra de ficción, recibió el Premio Internacional de Literatura HKW 2020 en Alemania. Por su trabajo en  "Un diario de guerra", recibió el Premio Especial de Investigación Artística de la Schering Stiftung 2022 y el Premio Horst Bingel de Literatura. En 2023 recibió el Premio Frau Europas y, en 2025, el Premio Poético Alice Salomon. Es miembro del consejo asesor de la Heinrich-Böll-Stiftung y del Zentrum Liberale Moderne.